# Habakkuks Bog
Habakkuk er en bog i Det Gamle Testamente; både i den kristne kanon og den jødiske kanon. Bogen beskriver profeten Habakkuks syner. Der er ingen tidsangivelse; men ud fra det, som står om den politiske situation, kan man antage, at den er skrevet omkring 610 f.Kr.. Det gør Habakkuk til samtidig med Jeremias.
Indholdet er kultprofeti: profetier, som bruger litterære former fra de kultiske handlinger blandt andet i templet i Jerusalem. Det er spekuleret i, om Habakkuk måske havde en funktion ved templet. Et vigtigt træk ved bogen er, at der ikke bliver talt i Guds navn eller på vegne af Gud.
Habakkuk bliver citeret fem gange i Det Nye Testamente. Det bliver regnet for meget for et så lille skrift. I Septuagintas oversættelse af Habakkuks Bog findes også forklaringen på, at Jesus i krybben er afbildet mellem en okse og et æsel – noget som ikke har støtte i juleevangeliet.